# Cephalomanes ledermannii
Cephalomanes ledermannii là một loài thực vật có mạch trong họ Hymenophyllaceae. Loài này được (Brause) Copel. miêu tả khoa học đầu tiên năm 1943.